# NGC 3310
NGC 3310 (również PGC 31650, UGC 5786 lub ARP 217) – galaktyka spiralna z poprzeczką (SBbc/P), znajdująca się w gwiazdozbiorze Wielkiej Niedźwiedzicy. Odkrył ją William Herschel 12 kwietnia 1789 roku.
W galaktyce tej zaobserwowano supernowe SN 1974C i SN 1991N.